# قصور الشتاء الملكية الحشمونية
القصور الشتوية الملكية الحشمونية هي مجمع من المباني الحشمونية والهيرودية من فترة الهيكل الثاني، والتي اكتُشفت في السهل الغربي لوادي أريحا، في تلول أبو العلايق، بالقرب من المكان الذي يدخل فيه الطريق الروماني الذي يربط أريحا بالقدس وادي القلط. يقع اثنان من التلال على جانبي وادي القلط.
وهذه القصور هي دليل على نمط الحياة الفاخر الذي عاشته السلالة الحشمونية وهيرودس الأول. لقد استخدموا على نطاق واسع حمامات السباحة والحمامات وحدائق الزينة والبساتين. لم تكن القصور بعيدة عن القدس - 20 كم على طول الطريق الروماني القديم.

## تاريخ الحفريات

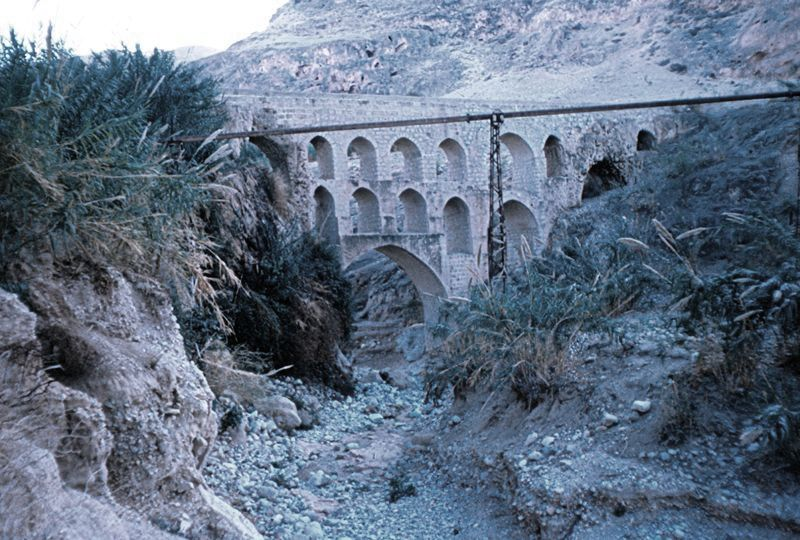
قناة رومانية بالقرب من أريحا

نُقب الموقع في القرن التاسع عشر من قبل تشارلز وارن، الذي حاول تحديد موقع مكان أريحا في الكتاب المقدس. بعد أن صنع خندقا اثريا، استنتج أن هذا الموقع يعود الى العصر الروماني. أجريت حفريات إضافية من قبل الألمان إرنست سيلين وكارل فاتزينغر، في 1910-1911، ولكن لم تنشر النتائج أبدًا. في عام 1950، حفرت بعثتان من الولايات المتحدة في الموقع. فقد اكتُشفت شمال التل الجنوبي حديقة للزينة بُقيت عليها بقايا رائعة تعود الى زمن هيرودس وسُميت «الحديقة الغارقة». وعلى مسافة أبعد شمالًا، اكتُشفت بقايا مبنى اعتُبر صالة للألعاب الرياضية.
بعد حرب يوم الغفران في عام 1973، أجريت حفريات واسعة في الموقع من قبل عالم الآثار إيهود نيتسر. استمرت الحفريات لمدة عشرة مواسم وغطت مساحة 30 هكتارا. كما كشفت الحفريات أيضًا عن بقايا قنوات مائية غرب أريحا. وفي واحة أريحا، كشف نتسر عن أجنحة جديدة لقصر هيرودس الشتوي بالإضافة إلى قصر شتوي حشموني (مكابيون) يحتوي على عدد من المسابح والحدائق. ويشمل المجمع كنيس أريحا، الذي بُني بين عامي 70 و50 عامًا قبل الميلاد ويُعتبر أحد أقدم المعابد التي وُجِدت على الإطلاق.

## وصف الموقع

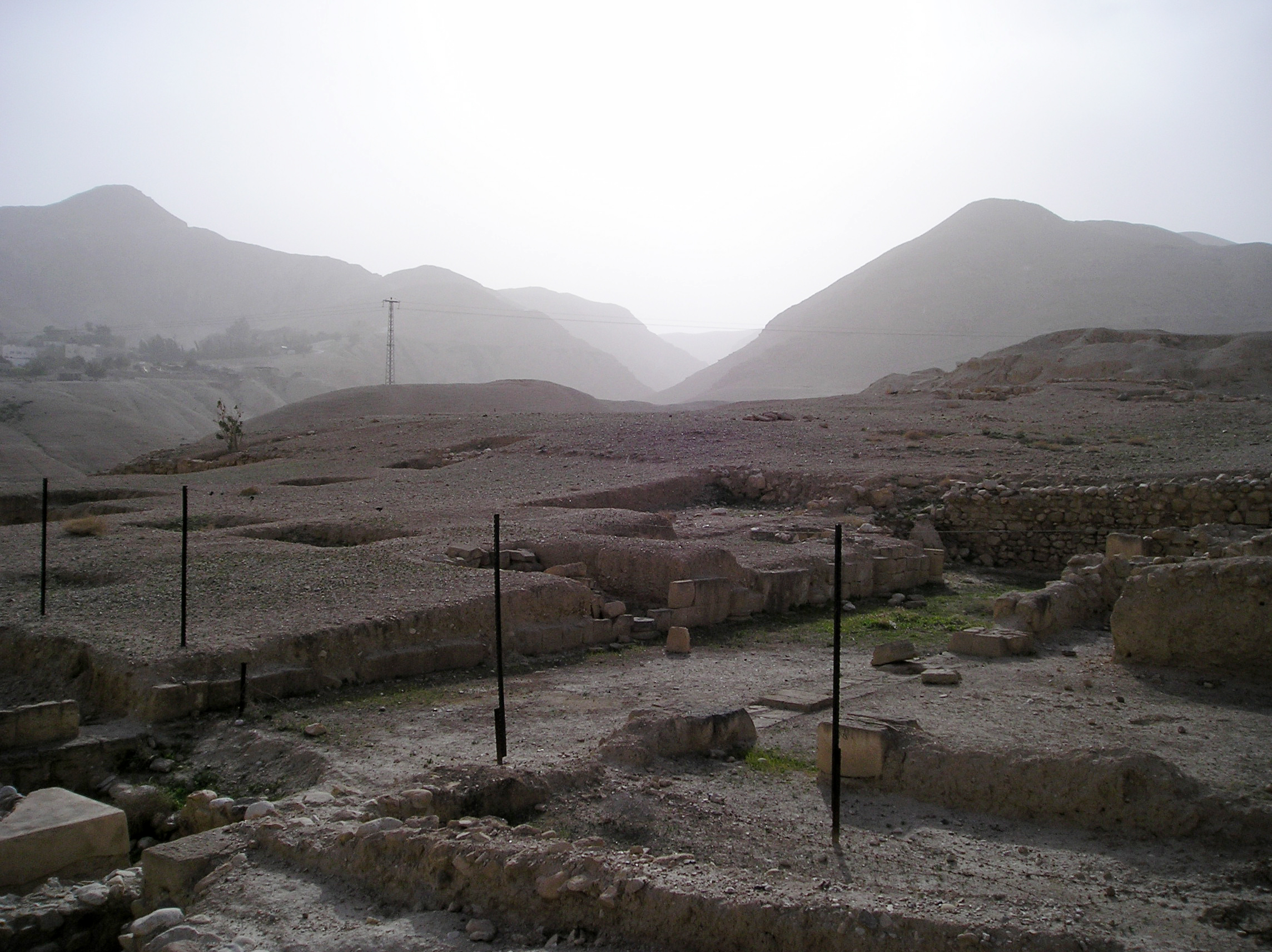
موقع الحفر

تُظهر عمليات المسح والتنقيب أن الموقع يغطي مساحة 120 هكتارا، وهو جزء فقط من أريحا من فترة الهيكل الثاني. اكتُشفت سلسلة من القصور الشتوية، بعضها ثبت أنه بُني من قبل الحشمونيين، والبعض الآخر من قبل هيرودس الأول، الذي ورث العقار القديم ووسع المجمع الفخم بشكل كبير بمباني جديدة. اتضح أن مساحة مدينة أريحا كانت واسعة جدا. جنوب أحد القصور، في المنطقة التي هي اليوم مخيم عقبة جبر للاجئين، اكتُشفت بقايا منازل فاخرة متناثرة على عشرات الأفدنة. اكتشفت مزرعة ملكية شمال القصور تغطي مساحة 450 دونم. وقد عُثر على اتصال وثيق بين المزرعة والقصور الشتوية.
مكنت القنوات، التي بنيت خلال فترة الحشمونيين، من بناء القصور الشتوية والمزرعة. جلبت قناتان المياه إلى الموقع من الينابيع التالية التي تتدفق على مدار السنة:
- وادي القلط: عين بيرات، عين مبوع، عين القلط.
- ناحال نعران: عين نويما، عين ديوك، عين شوشة.

## قصر الحشمونيين
يتكون قصر الحشموني الشتوي، في الجزء الشمالي من الموقع، من المباني التالية:
- المبنى الرئيسي
- مجمع حمامات السباحة
- التقسيم الجنوبي ("القصور التوأم")

بُني قصر الحشموني على تلة تطل على مدينة أريحا. بني القصر من قبل يوحنا هيركانوس الأول  (134-104 قبل الميلاد) ويعتقد أنه تم تحصينه في عهد ألكسندر جانيوس (103-76 قبل الميلاد). [5]
دمر زلزال قوي في عام 31 قبل الميلاد القصر. عثر على أدلة على ذلك في أجزاء مختلفة من المجمع. في موقعها، بنى الملك هيرودس تلة اصطناعية، بنى عليه قصره الثاني. أدى إنشاء التل إلى تغطية قصر الحشموني، ولذلك تم الحفاظ على أجزاء منه، مثل جدار المبنى المتبقي بارتفاع 7 أمتار.
كان الهيكل الرئيسي لقصر حشموني 50 × 50 مترا. كانت عناصر المبنى كما هو معتاد للقصور الفاخرة في المنطقة:
- زُينت الغرف بلوحات جدارية ملونة تقلد الرخام.
- زخارف الجص على شكل أحجار بناء.
- فناء مركزي غير مسقوف.
- تدفقت المياه إلى حمامات السباحة والمباني من خلال أنابيب الطين والرصاص، مدفونة في الأرض، وزودت القنوات المياه للحدائق والبساتين.

عثر على بقايا زوجين من حمامات السباحة: زوج صغير غرب القصر، وزوج كبير شماله. ويُعتقد أن الحمامات كانت محور الترفيه والتمتع لسكان القصر. وربما تكون أيضًا المكان الذي غرق فيه أرستوبولوس الثالث (53-36 ق. م)، وهو آخر رئيس كهنة من سلالة الحشمونيين. جنوب حمامات السباحة الكبيرة كان هناك مبنى فاخر بمساحة 21 × 17 مترا، ما يسمى بالجناح، الذي بني على طراز معبد دوريك. يمر محور التماثل عبر البرك والفناء المفتوح والمعبد شمالها.
كانت "القصور التوأم" مبنيين متشابهين بشكل مدهش. بُفترض أنها بنيت من قبل الملكة سالومي ألكسندرا (حكمت 67-76 قبل الميلاد) لابنيها، هيركانوس وأرسطوبولوس، من أجل تخفيف التنافس بينهما الذي استمر ما يقرب من ثلاثين عاما. كان حجم القصور 25 × 25 مترا. احتوى كل من القصورين على حمام فاخر.
عثر على العديد من حمامات الطقوس حول القصر، التي يطلبها أصحابها الكهنة، الذين كان لا بد من تطهيرهم طقوسيا قبل تناول التيرومة. كما تم العثور على حمام شعائري للأواني يحتوي على بقايا 800 وعاء. كما خدم القصر آخر ملوك الحشمونيين، أنتيجونوس ماتيتياهو الثاني (حكم من 40 إلى 37 قبل الميلاد)، كما يتضح من كنز من 20 قطعة نقدية.

## قصر هيرودس الأول
يقع القصر الأول على الضفة الجنوبية لوادي القلط، على أرض مستأجرة من كليوباترا، ملكة مصر، التي تلقتها كهدية من مارك أنتوني في عام 36 قبل الميلاد. في هذه الأثناء، في الشمال، كان قصر الحشمونيين لا يزال قائما. كان القصر عبارة عن مبنى مستطيل، 86 × 46 مترا. في الوسط كان هناك فناء مفتوح مع أعمدة محيطة وبركة مركزية تستنزف مياه الأمطار. في القصر كانت هناك قاعة رائعة وحمام فاخر وزوج من حمامات السباحة العميقة، والتي كانت على ما يبدو حمامات طقوس.
اكتشف القصر في عام 1951 من قبل بريتشارد، الذي اعتقد أنه صالة للألعاب الرياضية. بعد التنقيب في القصر، تم تغطيته بالرمال.

## قصر هيرودس الثاني
بُني القصر الثاني في عام 31 قبل الميلاد. فاز هيرودس بثقة الإمبراطور أوغسطس وفي المقابل حصل على منطقة أريحا التي كان قد خسرها سابقا أمام الملكة كليوباترا البائدة آنذاك. بعد زلزال 31 قبل الميلاد قرر هيرودس بناء قصر ثان على أنقاض قصر الحشمونيين. قام بدمج برك قصر الحشموني في بركة واحدة كبيرة، 32 × 18 مترا. القصر الثاني (شمال وادي القلط)، إلى جانب القصر الأول (جنوب وادي قلط)، جهز هيرودس القصر لأغراض سكنية واحتفالية.
ومن السمات الفريدة للقصر الثاني الجناح السكني، الذي يحتوي على منطقة ترفيهية مخصصة. بنيت الفيلا على أرضية اصطناعية تغطي القصر الحشموني: 35 × 43 متر، [مشكوك في ذلك] ثمانية أمتار فوق المناطق المحيطة، لتوفير رؤية للبساتين والمناطق المحيطة بها. وكان القصر الثاني مليئًا بالحدائق. في جناح المتعة كان هناك حمام سباحة كبير وحمام، والتي تم الحفاظ عليها بشكل جيد.

## قصر هيرودس الثالث

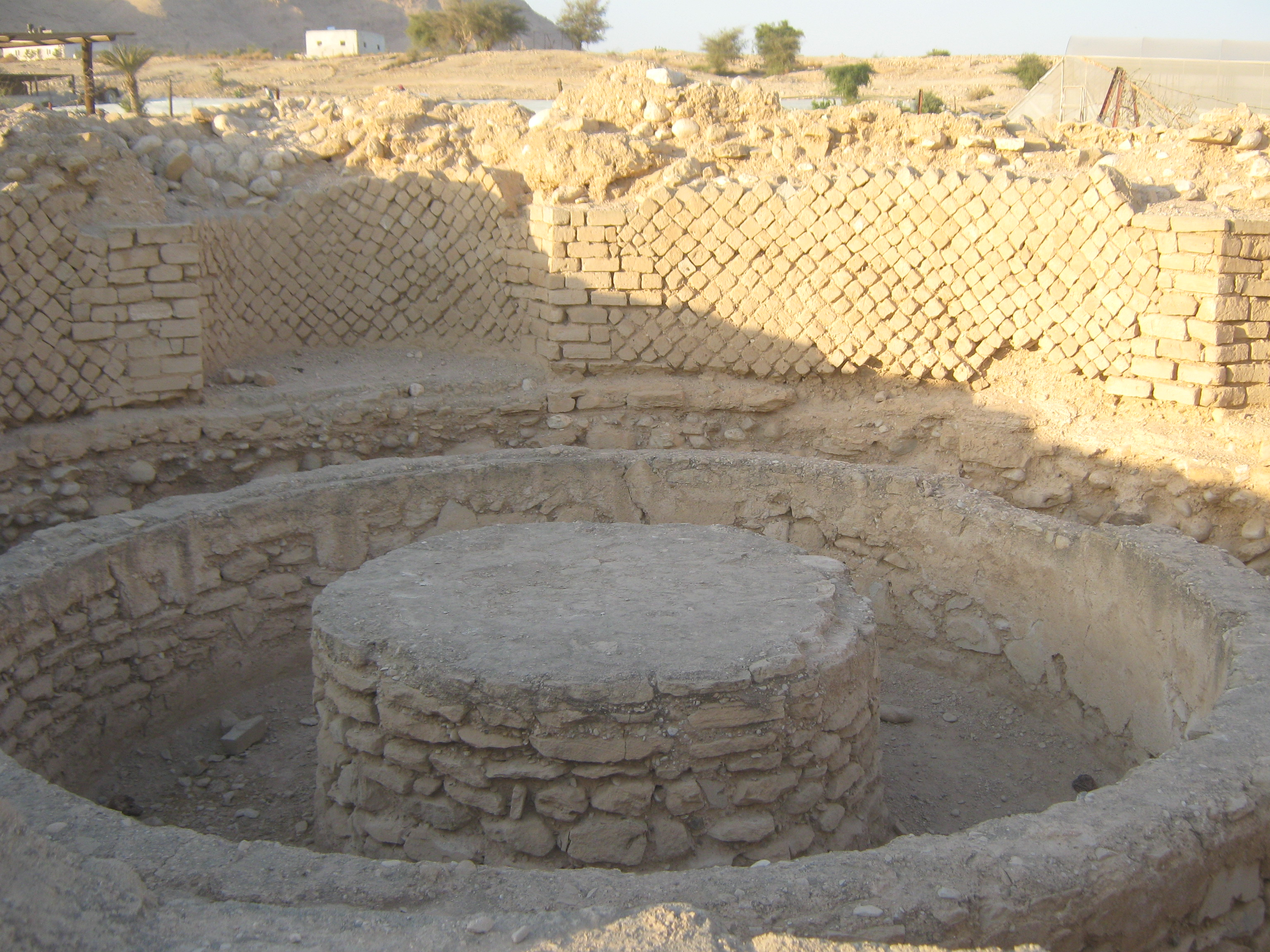
حمام من قصر هيرودس الثالث

كان القصر الثالث أروع القصور. أسس على جانبي وادي القلط. يعتقد إيهود نيتسر، رئيس قسم الحفريات في الموقع، أن سكان القصر يمكنهم رؤية المياه تتدفق في مجرى النهر لمدة تصل إلى شهرين في السنة، مما يجعل المشاهدين يشعرون وكأنهم على حافة نهر حقيقي. استخدم البناة، الذين كانوا على ما يبدو من إيطاليا، أساليب البناء التي كانت شائعة في وطنهم مثل:
- حجارة صغيرة حجمها 10 سم في 10 سم، موضوعة في صفوف مائلة. وفي أريحا، كانت تُمسح بالجص الابيض أو الملون.
- أوبوس كودوراس -حجارة مستطيلة.

كما وضع طبقات من الطوب الطيني المحلي فوق البناء الحجري. بعد تغطيتها بالجص، لم يكن هناك فرق بينها وبين النماذج من إيطاليا.
تضمن قصر هيرودس الثالث، في وسط الموقع، المباني التالية:
- الجناح الشمالي.
- حديقة مغمورة.
- التل الجنوبي.
- حمام سباحة كبير.

## المنطقة الصناعية
كانت المنطقة الصناعية بجوار المباني السكنية والمباني الخدمية.

## الأملاك
عُثر على معصرة خمر ضخمة في المزرعة، والتي ربما كانت تستخدم لصنع النبيذ و"عسل التمر". ووفقًا لمصادر أدبية، كانت المحاصيل الزراعية: أشجار النخيل وراتنج البرسيمون والنسغ، التي تنتج العطور والأدوية. البعض منهم أرسل إلى الخارج. لقد كان إستخداماً ذكياً لمناخ المكان الدافئ.